# SV Arminen
Die Sportvereinigung Arminen in Wien ist einer der ältesten österreichischen Hockeyclubs. Die SV Arminen sind mit 89 Titeln österreichischer Rekordmeister. Das Vereinsgelände der Arminen, das Waldstadion im 17. Wiener Gemeindebezirk wurde im Jahr 2023 mit einem Kunstrasen der neuesten Generation ausgestattet.

## Geschichte
Nach dem Untergang der Österreichisch-ungarischen Monarchie fand sich eine Gruppe junger Menschen zusammen, um mit der Pflege des Sports einen Ausgleich für die damals so grundlegenden Lebensveränderungen zu finden. So kam es am 24. April 1919 zur Gründung der Sportvereinigung Katholisch-Deutscher Akademiker Arminen.
In rascher Aufeinanderfolge wurden eine Hockey-, Fußball- und Fechtabteilung aktiviert. Bald folgten die Abteilungen für Athletik, Wintersport, Tennis und Wassersport (Schwimmen und Rudern). Während die Rudersektion an der unteren Alten Donau bereits 1920 ihr eigenes Klubheim und Bootshaus besaß, war die regelmäßige Betätigung im Hockey-, Fußball- und Leichtathletiksport wegen der Platzschwierigkeiten und des damit verbundenen Trainingmangels oft sehr erschwert.
In den späten dreißiger Jahren musste sehr viel improvisiert werden, kamen doch die Spieler manchmal aus halb Europa zu den Meisterschaftsspielen. Drei Wiener Hockeyklubs mussten den Spielbetrieb einstellen: der Allround-Hockey-Club, die Hakoah und der VFB (Verein für Bewegungsspiele). 1938 gehörten die „Katholisch-Deutschen Akademiker“ der Vergangenheit an. Der neue Clubname war Sportvereinigung Arminen Wien. Seit diesem Jahr betrieben die Arminen nur mehr Hockey, die anderen Sektionen wurden aufgelöst.
2006 geht eine lange Reise der Arminen zu Ende und ein Traum wird erfüllt: Offizielle und feierliche Eröffnung des Waldstadions in Hernals am 17. September 2006.
Mit der Eröffnung der Hockeyhalle Arminen-Dome Bundessportzentrum Ost im September 2023 wurde ein lang ersehntes Projekt verwirklicht: eine ganzjährig nutzbare, technisch hochmoderne und ökologisch nachhaltige Sportstätte – direkt neben dem traditionsreichen Waldstadion.
Unter dem Namen Westend spielt die zweite Mannschaft des AV Arminen bei den Männern und Frauen.
Dominanz der Herren und Damen im österreichischen Hockey mit zahlreichen Meistertiteln von 2010-2019. Die Meistertafeln sind in diesen Jahren fast ausschließlich schwarzweiß, wodurch die Arminen klarer österreichischer Rekordmeister sind. Es ist einzigartig, dass ein Verein es über einen so langen Zeitraum schafft, mit Damen und Herren die Meisterschaften derart zu dominieren.

## Erfolge International
| Europapokalbilanz Herren Feld |                       |        |       |             |
| Jahr                          | Wettbewerb            | Niveau | Platz | Ort         |
| 1981                          | Club Champions Trophy | 2      | 3     | Rom         |
| 1984                          | Club Champions Trophy | 2      | 7     | Wien        |
| 1987                          | Club Champions Trophy | 2      | 5     | Swansea     |
| 1988                          | Club Champions Trophy | 2      | 2     | Helsinki    |
| 1989                          | Club Champions Cup    | 1      | 8     | Mülheim     |
| 1990                          | Cup Winners Cup       | 1      | 9     | Stuttgart   |
| 1991                          | Cup Winners Trophy    | 2      | 3     | Gibraltar   |
| 2002                          | Cup Winners Trophy    | 2      | 4     | Gibraltar   |
| 2006                          | Cup Winners Trophy    | 2      | 5     | Wien        |
| 2008                          | Club Trophy           | 2      | 7     | Paris       |
| 2011                          | Club Challenge        | 3      | 1     | Lousada     |
| 2012                          | Club Trophy           | 2      | 5     | Lille       |
| 2013                          | Club Trophy           | 2      | 3     | Wien        |
| 2014                          | Euro Hockey League    | 1      | VR 24 | Barcelona   |
| 2015                          | Euro Hockey League    | 1      | AF    | Bloemendaal |
| 2016                          | Club Challenge        | 3      | 1     | Wien        |
| 2017                          | Club Trophy           | 2      | 2     | Elektrostal |
| 2018                          | Euro Hockey League    | 1      | VR 24 | Barcelona   |
| 2019                          | Euro Hockey League    | 1      | VR 24 | Barcelona   |

Halle
2. Platz Halleneuropacup Lille 2007
- 3. Platz Halleneuropacup Bad Dürkheim 2006
- 2. Platz Halleneuropacup Mülheim 2015
- 2. Platz Halleneuropacup Hamburg 2016
- 2. Platz Halleneuropacup Wien 2017

Feld
- Achtelfinale Euro Hockey League 2014/15
- Euro Hockey Challenge I 2016

## Erfolge National
Herren
- 19 × Österreichischer Meister Feld[8]
- 26 × Österreichischer Meister Halle[8]

Damen
- 20 × Österreichischer Meister Feld[8]
- 21 × Österreichischer Meister Halle[8]

## Hallenhockeyturnier RohrMax Cup
Die Arminen veranstalten seit dem Jahr 1981 ein internationales Hallenhockeyturnier in der Wiener Stadthalle. Spitzenteams aus ganz Europa machen diese traditionsreiche Veranstaltung alljährlich zu einem Top-Event im europäischen Hockeykalender. Auch Nationalteams nutzen das Turnier immer wieder zur Vorbereitung auf Großereignisse wie Welt- und Europameisterschaften.

## Bekannte Spieler, Trainer und Funktionäre
- Robert Bele